# 住吉町 (前橋市)
住吉町（すみよしちょう）は、群馬県前橋市の地名。住吉町一丁目から住吉町二丁目がある。郵便番号は371-0021。2013年現在の面積は0.19km2。

## 地理
南端を広瀬川が流れている。

### 河川
- 広瀬川

## 歴史
1966年に前橋市向町、小柳町、細ヶ沢町、岩神町、琴平町、栄町の各一部が合併し成立した地名である。

### 年表
- 1966年10月1日細ヶ沢町の各一部及び琴平町の全域から住吉町一丁目、細ヶ沢町、小柳町、清王寺町、栄町の各一部から住吉町二丁目が成立。

## 世帯数と人口
2017年（平成29年）8月31日現在の世帯数と人口は以下の通りである。
| 丁目         | 世帯数  | 人口    |
| ------------ | ------- | ------- |
| 住吉町一丁目 | 343世帯 | 723人   |
| 住吉町二丁目 | 321世帯 | 637人   |
| 計           | 664世帯 | 1,360人 |

## 小・中学校の学区
市立小・中学校に通う場合、学区は以下の通りとなる。
| 丁目         | 番地 | 小学校             | 中学校             |
| ------------ | ---- | ------------------ | ------------------ |
| 住吉町一丁目 | 全域 | 前橋市立敷島小学校 | 前橋市立第三中学校 |
| 住吉町二丁目 | 全域 | 前橋市立敷島小学校 | 前橋市立第三中学校 |

## 交通

### 鉄道
鉄道駅はない。

### 道路
国道は国道17号、県道は通っていない。

## 施設
- 前橋住吉郵便局
- 橋林寺

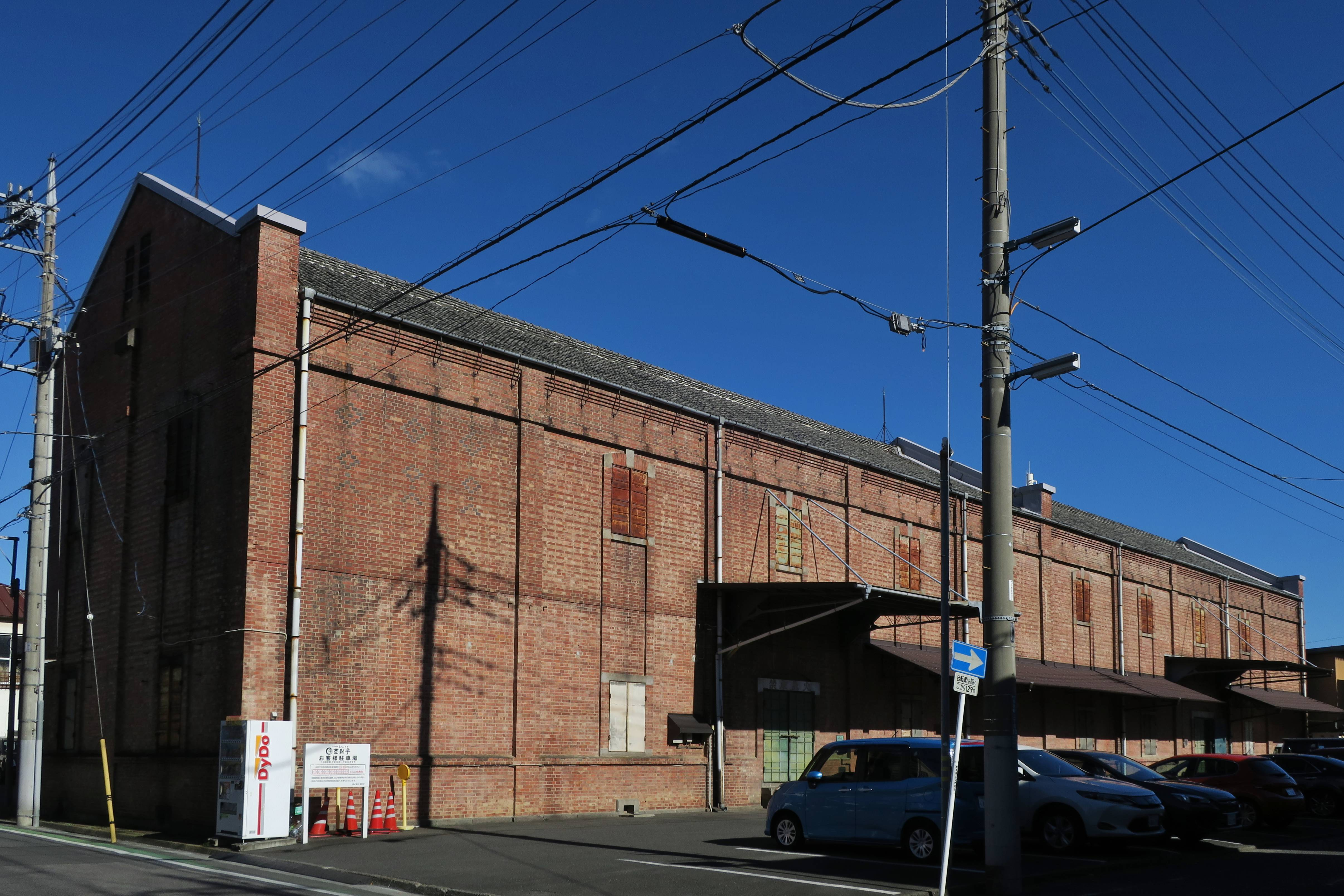
旧安田銀行担保倉庫

- 旧安田銀行担保倉庫（協同組合前橋商品市場倉庫）